# 畹瑞公路
畹瑞公路，是云南省德宏傣族景颇族自治州瑞丽市的一条公路，是320国道的组成部分。起点位于畹町，经混板、姐勒，终点在瑞丽城区勐卯镇，长24.8公里。

## 历史
畹瑞公路始建于1941年，时为畹雷公路的一部分，畹雷公路起于畹町，连接滇缅公路，终点在雷允飞机制造厂，长59千米，无铺装，晴通雨阻，因长期无人维修而毁坏:52。1956年，瑞丽县人民政府和畹町镇人民政府（县级）修复畹瑞路，1961年将瑞丽江上的浮桥改建为钢索吊桥:451-452:136。1992年，德宏州段320国道改建，将终点延伸至瑞丽姐告口岸:49。320国道终点原位于畹町市畹町口岸，改建后的320国道绕过畹町城区，直抵瑞丽江桥衔接原有畹瑞公路:160。此后，畹瑞公路畹町城区至瑞丽江桥段改为瑞丽县道212线:58，又称畹江路，长7.8公里，1998年改建为二级路:41。